# 芝崎 (流山市)
芝崎（しばさき）は、千葉県流山市の地名。郵便番号は270-0146。

## 地理
流山市東部に位置する。地域の西部はつくばエクスプレス沿線開発に伴い、1998年（平成10年）～2010年（平成22年）にかけて千葉県が施行する｢流山都市計画事業運動公園地区一体型特定土地区画整理事業｣の施行地域であり、地域内に市立八木南小学校、流山市総合運動公園の一部がある。
東は前ケ崎、西は宮園・中、南は松戸市幸田、北は古間木と接している。

### 小字
芝崎には11の小字が存在する。ここでは北から順に列挙する。
- 堀込
- 勢至
- 犬田
- 大囲
- 星谷
- 庚申前

- 塩辛田
- 坂下
- 東前
- 落合
- 五斗蒔

## 歴史

### 沿革
- 1869年（明治2年） 葛飾県葛飾郡芝崎村となる。
- 1871年（明治4年） 廃藩置県により印旛県葛飾郡芝崎村となる。
- 1873年（明治6年）　県の統合及び、郡の分割により千葉県東葛飾郡芝崎村となる。
- 1889年（明治22年）　東葛飾郡市野谷村、思井村、前平井村、後平井村、古間木村、長崎村、中村、名都借村、野々下村、前ヶ崎村、向小金新田、大畔新田、駒木村、十太夫新田、駒木新田、青田新田、初石新田と合併し、東葛飾郡八木村大字芝崎となる。
- 1951年（昭和26年）4月1日　流山町、新川村と合併し、東葛飾郡江戸川町大字芝崎となる。
- 1952年（昭和27年）1月1日　江戸川町が流山町に改称。東葛飾郡流山町大字芝崎となる。
- 1967年（昭和42年）1月1日　市制施行により、流山市大字芝崎となる。

## 世帯数と人口
2017年（平成29年）11月1日現在の世帯数と人口は以下の通りである。
| 大字 | 世帯数 | 人口 |
| ---- | ------ | ---- |
| 芝崎 | 41世帯 | 99人 |

## 小・中学校の学区
市立小・中学校に通う場合、学区は以下の通りとなる。
| 番地 | 小学校               | 中学校             |
| ---- | -------------------- | ------------------ |
| 全域 | 流山市立八木南小学校 | 流山市立八木中学校 |

## 施設
- 流山市立八木南小学校